# Boy 7 (film allemand)
Pour plus de détails, voir Fiche technique et Distribution.
Boy 7 est un film allemand réalisé par Özgür Yıldırım (de), sorti en 2015. Il s'agit d'une adaptation du roman de même nom de Mirjam Mous.

## Synopsis
Dans un futur proche, les Pays-Bas se sont transformés en un État policier...

## Fiche technique
- Titre : Boy 7
- Réalisation : Özgür Yıldırım (de)
- Scénario : Philip Delmaar, Marco van Geffen et Özgür Yıldırım (de) d'après le roman de Mirjam Mous
- Musique : Timo Pierre Rositzki
- Photographie : Matthias Bolliger (de)
- Montage : Sebastian Thümler (de)
- Production : Dorothe Beinemeier, Joost de Vries, Daniel Hetzer (de), Hermann Joha, Marcos Kantis, Kay Niessen et Leontine Petit
- Société de production : Hamster Film, Hands-on Producers et The Post Republic
- Pays de production :  Allemagne
- Genre : Drame, science-fiction et thriller
- Durée : 108 minutes
- Date de sortie : 
  - Allemagne : 20 août 2015

## Distribution
- David Kross : Sam (Boy 7)
- Emilia Schüle : Lara (Girl 8)
- Ben Münchow (de) : Louis (Boy 6)
- Jens Harzer : Isaak
- Liv Lisa Fries : Safira
- David Berton (de) : Boy 35
- Jörg Hartmann (de) : Direktor Fredersen